# Asartodes monspesulalis
Asartodes monspesulalis är en fjärilsart som beskrevs av Philogène Auguste Joseph Duponchel 1834. Asartodes monspesulalis ingår i släktet Asartodes och familjen mott. Inga underarter finns listade i Catalogue of Life.